# Janet Evanovich
Janet Evanovich (South River, New Jersey, 22 aprile 1943) è una scrittrice statunitense.
Janet Evanovich ha incominciato la sua carriera di scrittrice contemporanea di storie romantiche con lo pseudonimo di Steffie Hall, ma a partire dalla serie di Stephanie Plum ha usato il suo vero nome.

## I primi anni
Janet Evanovich è una statunitense di seconda generazione. Lei è nata e cresciuta nel New Jersey con il padre macchinista e la madre casalinga. Dopo il liceo, Janet è stata la prima della sua famiglia ad andare al college e si è iscritta al Douglas College, per studiare arte.
Quando Janet ebbe dei figli, scelse di diventare una casalinga come sua madre. A trent'anni diventò scrittrice. Per imparare l'arte del dialogo scritto e della narrazione, prese lezioni di improvvisazione teatrale. Per i successivi dieci anni provò a scrivere il Grande Romanzo Americano terminando tre manoscritti che non fu poi in grado di vendere. Dopo che qualcuno le suggerì di scrivere romanzi rosa, Janet incominciò a leggere questo genere di libri e scoprì che le piacevano, non solo le storie dei singoli libri, ma i temi trattati e il modo particolare di strutturare le storie di tutto il genere romantico. Scrisse così due romanzi e li propose per la pubblicazione. Di nuovo incapace di trovare un editore, Janet smise di scrivere e firmò un contratto di lavoro temporaneo con un'agenzia. Alcuni mesi dopo aver incominciato il nuovo lavoro, ricevette un'offerta di $ 2.000 per comprare il suo secondo manoscritto, cifra che lei considerò "esorbitante".

## Romanzi rosa
Il suo romanzo Hero at Large fu pubblicato nel 1987 con lo pseudonimo di Steffie Hall. L'anno successivo incominciò a scrivere per Bantam Loveswept questa volta con il suo vero nome. Per i successivi cinque anni continuò a scrivere per Loveswept, sempre nella categoria “romanzi rosa”. Il suo lavoro con questo tipo di romanzi l'ha aiutata a imparare a creare personaggi piacevoli, simpatici e attraenti. In questo periodo, Janet divenne famosa anche per l'umorismo che ha sempre caratterizzato i suoi libri. Infatti, lei ritiene che: «È molto importante adottare un approccio comico; se possiamo ridere di qualcosa, allora possiamo affrontarla».
Dopo aver finito il suo diciottesimo romanzo, tuttavia, si rese conto che era più interessata a scrivere le scene d'azione nei suoi libri che le scene di sesso. I suoi editori non erano interessati a questo suo cambiamento di stile, così decise di prendersi i successivi diciotto mesi per decidere e pianificare cosa davvero volesse scrivere.

### Stephanie Plum
In breve tempo, decise di voler scrivere avventure romantiche. A differenza dei suoi romanzi rosa, questi nuovi libri sarebbero stati scritti in prima persona. Il suo nuovo stile di scrittura avrebbe dovuto contenere sia eroi sia eroine, oltre che i soliti intrecci amorosi. In questo senso, intendeva basare il suo nuovo stile di scrittura sulle modelle delle sitcom americane. Così, nei suoi nuovi libri, ci avrebbe dovuto essere un protagonista con il resto dei personaggi che ruotavano intorno a lui o a lei.
Ispiratasi al film Prima di mezzanotte di Robert De Niro, Janet decise che la sua eroina sarebbe stata una cacciatrice di taglie. Il lavoro che ha deciso di far interpretare alla sua protagonista ha dato a Janet uno stile di scrittura più libero e un maggiore campo di immaginazione, dovuta al fatto che i cacciatori di taglie non hanno un preciso schema di lavoro e non devono indossare un'uniforme. Secondo Janet la professione è anche “in un certo senso romantica”. Per diventare esperta su ciò che riteneva essere le basi fondamentali che costituiscono la carriera di una cacciatrice di taglie, ha dedicato molto tempo a seguire agenti delle forze speciali. Ha anche dovuto cercare molte più informazioni sulla città di Trenton, New Jersey, dove voleva che fossero ambientati i suoi libri.
Nel 1994, la sua prima avventura romantica, One for the Money (la traduzione italiana pubblicata è Bastardo Numero Uno) è stata pubblicata con ottime recensioni e in seguito tradotta in diverse lingue (tra cui, oltre che in italiano, in francese, tedesco, spagnolo, portoghese brasiliano, olandese, danese, svedese, norvegese, coreano, cinese, giapponese, ebraico e polacco), diventando il primo libro della lunga serie della cacciatrice di taglie Stephanie Plum. One for the Money è stato dichiarato dal New York Times un libro degno di nota e, secondo il Publisher Weekly, è stato il libro più venduto negli Stati Uniti in tutto il 1994; con questo romanzo l'anno dopo nel 1995 vince il Premio Dilys. Appena cominciato a scrivere, prima che il libro fosse pubblicato, Janet Evanovich ha venduto i dritti cinematografici alla Columbia Tristar per 1.000.000$. Nel febbraio 2010 Katherine Heigl ha accettato di interpretare Stephanie Plum; dopo l'interesse iniziale, Reese Witherspoon ha deciso di declinare il suo ruolo. Non sono ancora stati annunciati un direttore esecutivo e una data di produzione. Nel 1998 si ripete con Three to Get Deadly vincendo sempre il Premio Dilys.
Janet ha continuato a scrivere avventure romantiche con protagonista Stephanie Plum. Il sesto libro della serie, Hot Six (pubblicato in Italia nel 2001 con il titolo "Cacciatrice di taglie") è stata la sua prima storia a salire in cima alla Best Sellers List del New York Times; tutti i suoi libri successivi con protagonista Stephanie Plum sono rimasti in cima a quella lista. Tutti gli scrittori del genere romantico l'hanno descritta come “Quella rara razza d'autore che riesce a cambiare genere senza alienarsi i suoi fan”.
La storia di Stephanie Plum ha preso molte cose dalla vita della stessa Janet Evanovich. Janet ha molte caratteristiche in comune col personaggio di Stephanie. Entrambe infatti vengono dal New Jersey, hanno avuto un criceto e hanno vissuto “esperienze imbarazzanti simili”. Per esempio il personaggio di Nonna Mazur è basato sulla vera nonna di Janet, Nonna Fanny, con un contributo della zia Lena.
Nel 2012 è uscito il film ispirato al primo libro One For The Money.

### Altre storie
Janet incominciò un rapporto di lavoro con Charlotte Hudges perché voleva vedere altre sue idee su carta, ma non ebbe mai tempo di scriverle; venne così fuori la Full Series.
Nel 2004 lanciò un'altra serie con Metro Girl. Questo libro esordì come secondo nella lista Best Seller del New York Times.
Collaborò anche con Stephen J. Cannel su un romanzo intitolato No Chance, che avrebbe dovuto essere il primo libro di una nuova serie. Il libro avrebbe dovuto essere realizzato nell'ottobre 2007. In ogni caso, il libro fu cancellato a luglio di quello stesso anno.

## Vita privata
Durante la settimana Janet Evanovich lavora per otto ore al giorno. Nei weekend solitamente lavora per quattro ore supplementari. Di solito, Janet crea una sorta di briefing fuori-storia prima di incominciare a scrivere un nuovo libro, con una o due frasi su ciò che dovrebbe accadere in ogni capitolo. Dopo l'uscita di un nuovo libro, lei ne organizza personalmente la presentazione. Nel 2006 la sua presentazione del libro con autografo ha attirato più di 3.000 persone. Dopo il terzo libro, tutti gli altri titoli sono stati scelti con un contributo da parte dei fan.
Janet Evanovich vive nel New Hampshire e in Florida con suo marito Pete, che sposò nel 1964. I membri della famiglia Evanovich sono impiegati della sua compagnia, la Evanovich Inc., inclusi suo marito Pete, suo figlio Peter, sua figlia Alexandra e il cognato P. J. Heller.

## Opere

### Romanzi autonomi
(originariamente scritti con il nome di Steffie Hall)
- Hero at Large (1987)
- Foul Play (1989)
- The Grand Finale (1988)
- Thanksgiving (1988)
- Manhunt (1988)
- Ivan Takes a Wife (1988) = Love Overboard (2005)
- Naughty Neighbor (1992)

### Serie di Elsie Hawkins
- Back to the Bedroom (1989)
- Smitten (1990)
- Wife for Hire (1990)
- Rocky Road to Romance (1991)

### Serie di Stephanie Plum
- One for the Money (1994) - Tutto per denaro (Sperling & Kupfer, 1997) - Bastardo Numero Uno (Salani, 2007)
- Two for the Dough (1996) - Due di troppo (Salani, 2008)
- Three to Get Deadly (1997) - Tre e sei morto (Salani, 2009)
- The Last Peep (racconto incluso in Mary Higgins Clark presents The Plot Thickens, 1997)
- Four to Score (1998) - Non dire quattro (Salani, 2009)
- High Five (1999) - Batti il cinque (Salani, 2010)
- Hot Six (2000) - Cacciatrice di taglie (Rizzoli, 2001) - 6 nei guai (Salani, 2011)
- Seven Up (2001) - Colpo al cuore (Rizzoli, 2003) - Stephanie ammazza 7 (Salani, 2012)
- Hard Eight (2002) - Otto volante (Salani, 2013)
- Visions of Sugar Plums (2003), Holiday novella
- To the Nines (2003)
- Ten Big Ones (2004)
- Eleven on Top (2005)
- Twelve Sharp (2006)
- Plum Lovin' (2007), Holiday novella
- Lean Mean Thirteen (2007)
- Plum Lucky (2008), Holiday novella
- Fearless Fourteen (2008)
- Plum Spooky (2009), Holiday novella
- Finger Lickin' Fifteen (2009)
- Sizzling Sixteen (2010)
- Smokin' Seventeen (giugno 2011)
- Explosive Eighteen (novembre 2011)
- Notorious Nineteen (novembre 2012)
- Takedown Twenty (novembre 2013)
- Top Secret Twenty-One (2014)
- Tricky Twenty-Two (2015)
- Turbo Twenty-Three (2016)
- Hardcore Twenty-Four (2017)
- Look Alive Twenty-Five (2018)
- Twisted Twenty-Six (2019)
- Fortune and Glory (2020)
- Game On: Tempting Twenty-Eight (2021)
- Going Rogue (2022)
- Dirty Thirty (2023)

### Serie Barnaby
- Metro Girl (2005)
- Motor Mouth (2006)

### Full (Max Holt) Series con Charlotte Hughes
- Full House (1989) (originariamente come Steffie Hall, ristampata col vero nome nel 2002)
- Full Tilt (2003)
- Full Speed (2003)
- Full Blast (2004)
- Full Bloom (2005)
- Full Scoop (2006)

### Serie Hot (Cate Madigan) con Leanne Banks
- Hot Stuff (2007)

### Non-fiction
- How I Write (2006)